# Winterkoningmees
De winterkoningmees (Chamaea fasciata) is een zangvogel uit de familie Paradoxornithidae (diksnavelmezen). Dit is de enige soort van deze familie die niet in Azië voorkomt maar in Amerika. 

## Verspreiding en leefgebied
Deze soort komt voor in het westen van Noord-Amerika en telt vijf ondersoorten:
- C. f. phaea: westelijk Oregon.
- C. f. margra: het zuidelijk-centraal Oregon.
- C. f. rufula: noordwestelijk Californië.
- C. f. fasciata: het westelijk-centraal Californië.
- C. f. henshawi: zuidelijk Californië en noordwestelijk Mexico.

## Status
De grootte van de populatie is in 2019 geschat op 2,2 miljoen volwassen vogels. Op de Rode lijst van de IUCN heeft deze soort de status niet bedreigd.